# Liriomyza pilosa
Liriomyza pilosa este o specie de muște din genul Liriomyza, familia Agromyzidae, descrisă de Spencer în anul 1969.
Este endemică în Alberta. Conform Catalogue of Life specia Liriomyza pilosa nu are subspecii cunoscute.